# Anderson Gonzaga
Anderson Gonzaga (ur. 29 marca 1983) – brazylijski piłkarz występujący na pozycji napastnika.

## Kariera piłkarska
Od 2006 roku występował w Portuguesa, Destroyers, Blooming, Panionios GSS, Bolívar, Danubio, Albirex Niigata, Fagiano Okayama, FC Machida Zelvia i Sport Boys.